# Mercè Ferrer Bofill
Mercè Ferrer Bofill (Palafrugell, 9 de febrer de 1878 - Palafrugell, 11 de novembre de 1966), filla de Silvestre Ferrer Vila i Serafina Bofill Deulofeu. Coneguda popularment com a Mercè Guitart pel cognom del seu padrastre, destacà com a confitera en l'elaboració de coques, cremes i altres productes de pastisseria i, sobretot, en menjars a domicili per a convits de casaments i batejos.
A finals del segle xix o principis del XX, segons les fonts, obre una botiga de queviures al carrer de les Botines amb el seu marit, Enric Serra Compte. Amb els anys, la botiga es va anar especialitzant en l'elaboració de dolços, confits i pastissos, fins que s'establí en el seu emplaçament actual a Plaça Nova, el 1929. Mercè Ferrer regentà la botiga fins que el seu segon fill, Venanci Serra, n'agafà les regnes, després d'haver estudiat l'ofici de pastisser a Barcelona. Actualment és la quarta generació qui està al capdavant de la Pastisseria Serra.
Una de les especialitats de la Pastisseria Serra és el Fornells, un pa de pessic amb crema cremada per sobre, que nasqué de les mans de Mercè Ferrer a petició del Doctor Arruga, que estiuejava a Fornells, Begur.
Va morir l'11 de novembre de 1966 amb 88 anys.